# CJ Egan-Riley
CJ Egan-Riley, pseudonimo di Conrad Jaden Egan-Riley (Manchester, 2 gennaio 2003), è un calciatore inglese, difensore dell'Olympique Marsiglia.

## Biografia
È un difensore centrale.

## Carriera

### Club
Cresciuto nel settore giovanile del Manchester City, ha debuttato tra i professionisti con la formazione Under-21 dei Citizens nel Football League Trophy nella stagione 2020-2021; successivamente ha esordito in prima squadra il 21 settembre 2021 nell'incontro di Coppa di Lega vinto 6-1 contro il Wycombe. Il 9 marzo 2022 ha debuttato in Champions League giocando da titolare la gara di ritorno degli ottavi di finale pareggiata 0-0 contro lo Sporting Lisbona e l'8 maggio ha esordito anche in Premier League, contro il Newcastle Utd.
Il 1º luglio 2022 è stato acquistato a titolo definitivo dal Burnley; utilizzato di rado nella prima metà di stagione, il 30 gennaio 2023 è stato ceduto in prestito all'Hibernian dove ha giocato con regolarità. La stagione successiva è rimasto al Burnley senza tuttavia scendere mai in campo, ed il 1º febbraio 2024 è passato in prestito al PSV che lo ha assegnato alla propria seconda squadra.
Rientrato in Inghilterra, nella stagione 2024-2025 ha ottenuto un posto da titolare giocando 43 incontri stagionali e realizzando la sua prima rete in carriera in competizioni professionistiche, il 26 novembre 2024 contro il Coventry City. A fine anno è stato incluso nella squadra ideale della competizione.

### Nazionale
Ha giocato con la nazionale inglese Under-15, prima di scegliere di optare per quella Irlandese, dove ha militato nell'Under-16. Successivamente è tornato sui propri passi militando nell'Inghilterra Under-16, Under-17, Under-18, Under-19 ed Under-21.
Nel 2025 partecipa agli Europei Under-21.

## Statistiche

### Presenze e reti nei club
Statistiche aggiornate al 2 giugno 2025.
| Stagione        | Squadra              | Campionato      | Campionato | Campionato | Coppe nazionali | Coppe nazionali | Coppe nazionali | Coppe continentali | Coppe continentali | Coppe continentali | Altre coppe | Altre coppe | Altre coppe | Totale | Totale | Totale |
| Stagione        | Squadra              | Comp            | Pres       | Reti       | Comp            | Pres            | Reti            | Comp               | Pres               | Reti               | Comp        | Pres        | Reti        | Pres   | Reti   |        |
| --------------- | -------------------- | --------------- | ---------- | ---------- | --------------- | --------------- | --------------- | ------------------ | ------------------ | ------------------ | ----------- | ----------- | ----------- | ------ | ------ | ------ |
| 2020-2021       | Manchester City U-21 | -               | -          | -          | -               | -               | -               | -                  | -                  | -                  | FLT         | 3           | 0           | 3      | 0      |        |
| 2021-2022       | Manchester City U-21 | -               | -          | -          | -               | -               | -               | -                  | -                  | -                  | FLT         | 1           | 0           | 1      | 0      |        |
| 2021-2022       | Manchester City      | PL              | 1          | 0          | FACup+CdL       | 0+1             | 0               | UCL                | 1                  | 0                  | -           | -           | -           | 3      | 0      |        |
| 2022-gen. 2023  | Burnley              | FLC             | 3          | 0          | FACup+CdL       | 0+3             | 0               | -                  | -                  | -                  | -           | -           | -           | 6      | 0      |        |
| gen.-giu. 2023  | Hibernian            | SP              | 14         | 0          | CS+CdL          | 0               | 0               | -                  | -                  | -                  | -           | -           | -           | 14     | 0      |        |
| 2023-gen. 2024  | Burnley              | PL              | 0          | 0          | FACup+CdL       | 0               | 0               | -                  | -                  | -                  | -           | -           | -           | 0      | 0      |        |
| gen.-giu. 2024  | Jong PSV             | 1D              | 13         | 0          | -               | -               | -               | -                  | -                  | -                  | -           | -           | -           | 13     | 0      |        |
| 2024-2025       | Burnley              | FLC             | 41         | 1          | FACup+CdL       | 1+1             | 0               | -                  | -                  | -                  | -           | -           | -           | 43     | 1      |        |
| Totale Burnley  | Totale Burnley       | Totale Burnley  | 44         | 1          |                 | 5               | 0               |                    | -                  | -                  |             | -           | -           | 49     | 1      |        |
| Totale carriera | Totale carriera      | Totale carriera | 72         | 1          |                 | 6               | 0               |                    | 1                  | 0                  |             | 4           | -           | 83     | 1      |        |

## Palmarès

### Nazionale
- Campionato d'Europa Under-21: 1

Slovacchia 2025

### Individuale
- Squadra dell'anno di Championship: 1

2024-2025